# ГЕС Порту-Колумбія
ГЕС Порту-Колумбія (порт. Usina Hidrelétrica de Porto Colômbia) — гідроелектростанція на сході Бразилії на межі штатів Мінас-Жерайс і Сан-Паулу. Знаходячись між ГЕС Вольта-Гранде (вище за течією) та ГЕС Марімбондо, входить до складу каскаду на лівому витоку Парани на річці Ріо-Гранде.
Для роботи ГЕС річку перекрили земляною греблею висотою 40 метрів, довжиною 1652 метри та шириною по гребеню 10 метрів, яка потребувала 2,7 млн м3 матеріалу. ЇЇ доповнює бетонна гравітаційна структура з водоскидами та машинним залом довжиною 184 метри, на яку витратили 88 тис. м3 матеріалу. Вони утримують водосховище з площею поверхні 143 км2 та об'ємом 1525 млн м3, для якого нормальним коливанням рівня поверхні є знаходження між позначками 465,5 та 467,2 метра НРМ (максимальний рівень на випадок повені не набагато більший — лише 467,5 метра НРМ).
Машинний зал обладнали чотирма турбінами типу Каплан потужністю по 80 МВт, які працюють при напорі 20 метрів.
Видача продукції відбувається по ЛЕП, що працює під напругою 138 кВ.